# Władysław Woydyno

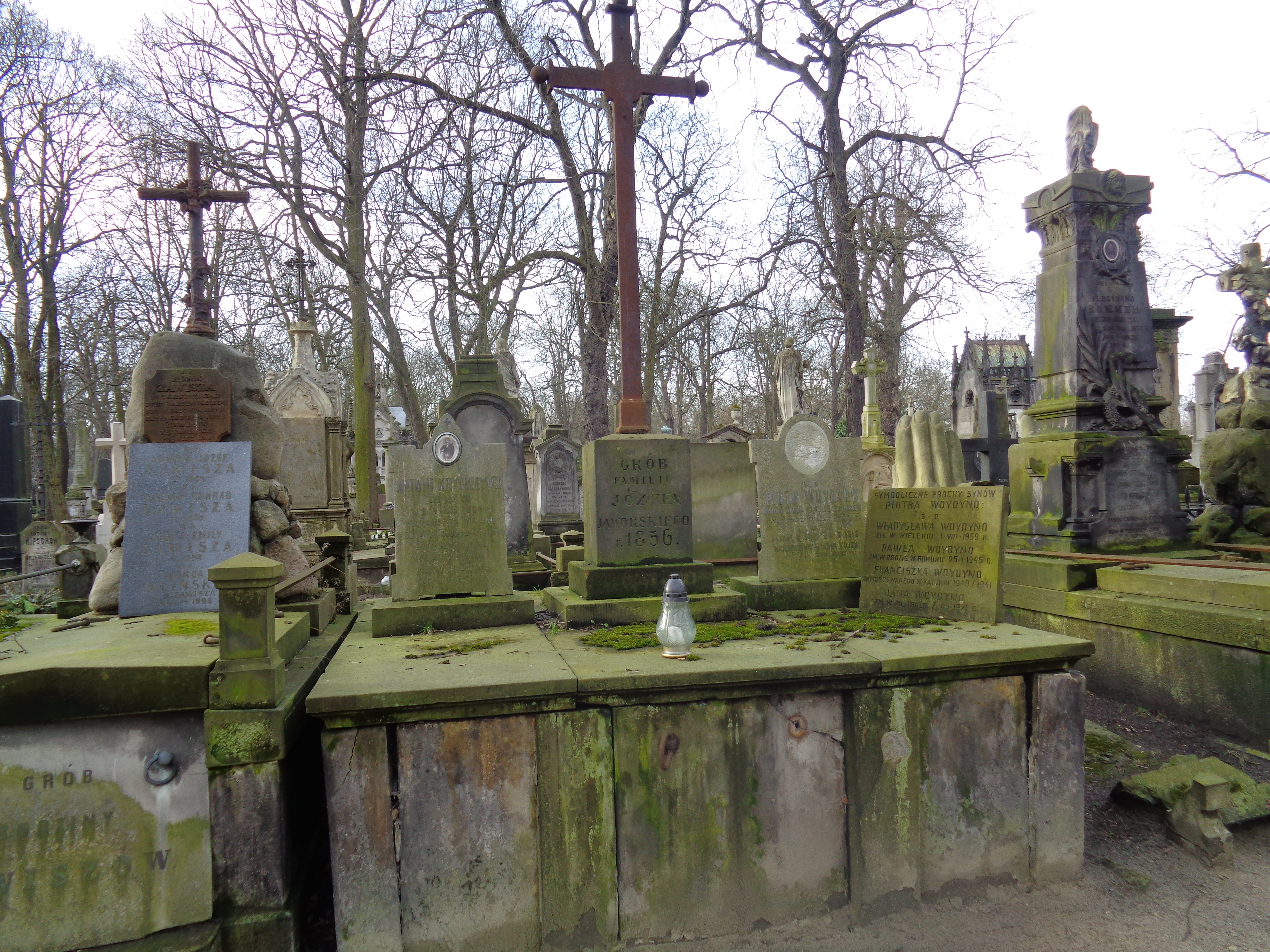
Grób Władysława Woydyno na cmentarzu Powązkowskim

Władysław Woydyno (ur. 13 lutego 1873 w Nowym Dworze Mazowieckim, zm. 1 sierpnia 1959 w Warszawie) – polski artysta malarz, urzędnik Wydziału I architektury i opieki nad krajobrazem w Ministerstwie Sztuki i Kultury w 1919 roku, dyrektor Muzeum Komunikacji.

## Życiorys
Syn Piotra Woydyno i Antoniny z Nowickich. Początkowo uczęszczał do gimnazjum Wojciecha Górskiego, a następnie był uczniem II państwowego gimnazjum klasycznego. Od 1899 studiował w Warszawskiej Szkole Rysunku pod kierunkiem Wojciecha Gersona i Andrzeja Pruszyńskiego, w 1892 wyjechał do Paryża, gdzie kontynuował naukę w Akademii Colarossiego. Z Francji w 1894 wyjechał do Rzymu, gdzie uzupełniał wiedzę dotyczącą sztuki malarskiej w Regio Istituto di Belle Arti oraz studiował historię sztuki na tamtejszym uniwersytecie Sapienza. W 1914 został członkiem Straży Obywatelskiej, a w 1918 Legii Akademickiej. Rok później ukończył kurs dyplomatyczno-konsularny zorganizowany przez Ministerstwo Spraw Zagranicznych przy Szkole Nauk Politycznych, od czerwca 1919 pracował jako radca w Ministerstwie Kultury i Sztuki. W 1921 ukończył studia na Wydziale Politycznym w Szkole Nauk Politycznych, pracował wizytator szkół artystycznych z ramienia Ministerstwa Wyznań Religijnych i Oświecenia Publicznego. Należał do grona organizatorów Szkoły Sztuk Plastycznych oraz współorganizatorów Instytutu Wschodniego, którego był wiceprezesem. Pełnił również funkcję prezesa Towarzystwa Przyjaciół Historii Warszawy i warszawskiego oddziału Polskiego Towarzystwa Krajoznawczego, zainicjował powstanie i był pierwszym prezesem Instytutu Propagandy Sztuki. Uczestniczył w przygotowaniu księgi Ku czci poległych lotników, którą wydano w 1933. Od 1937 do wybuchu II wojny był kuratorem warszawskiego Muzeum Kolejnictwa. Po wyzwoleniu Warszawy zgłosił się do pracy w Ministerstwie Kultury i Sztuki. W czerwcu 1946 został dyrektorem przywróconego do funkcjonowania Muzeum Komunikacji. Pod jego kierownictwem Muzeum zgromadziło znaczne zbiory, które z uwagi na brak odpowiedniego budynku w zrujnowanej Warszawie przechowywano m.in. w byłej parowozowni w Pilawie. Na stanowisku dyrektora Muzeum Komunikacji pracował do 1952. Potem pracował w Instytucie Naukowo-Badawczym Kolejnictwa, gdzie w 1958 został kierownikiem Zakładu Modeli i Prototypów. Pochowany na cmentarzu Powązkowskim (kwatera 21-1-23/24).